# Ischiosioma obliquata
Ischiosioma obliquata là một loài bọ cánh cứng trong họ Cerambycidae.